# إير كوت ديفوار
إير كوت ديفوار هي شركة الطيران والناقل الوطني ل ساحل العاج ومقرها في أبيدجان .

## تاريخ
أنشئت الشركة سنة 2012 لتعويض توقف شركة إير إيفوار،
سنة 2014: دخول أول طائرة من طراز بومباردييه داش 8 لأسطول الشركة، وفي أبريل 2015: قامت الشركة بوضع طلب لشراء طائرتين من نفس هذا الطراز

## المساهمين
تمتلك حكومة ساحل العاج 58% من رأسمال الشركة، بينما تمتلك مجموعة الخطوط الجوية الفرنسية - كيه إل إم 11 % من رأسمال الشركة، أما باقي المساهمين هم من الخواص.

## الأسطول
يتكون أسطول إير كوت ديفوار من الطائرات التالية:
- 4 طائرات من طراز إيرباص إيه 319
- طائرتين من طراز إيرباص إيه 320
- طائرة من طراز إيرباص إيه 320 نيو
- 4 طائرات من طراز بومباردييه داش 8